# オンタイム (時計専門店)
オンタイム（ontime）は、日本のシチズンリテイルプラニングが運営している時計専門店である。コンセプト「見ているだけでも楽しめる、オープンな雰囲気のショップ」である。
当店はロフトの館内に展開されている。主に様々なレディース・メンズの腕時計を販売している。メーカーのオンタイム限定モデルなども販売されている。各店舗には時計修理の専門技師が常駐する「修理工房」を構えており、当店で取り扱っていない腕時計でも修理案内、電池交換、ベルトの調整などを行ってくれる。

## 店舗一覧

### 北海道・東北
- オンタイム 札幌ロフト店 (2023.8.31閉店)
- オンタイム 仙台ロフト店

### 東京
- オンタイム 銀座ロフト店
- オンタイム 渋谷ロフト店
- オンタイム 池袋ロフト店
- オンタイム 吉祥寺ロフト店

### 関東
- オンタイム川崎ロフト店
- オンタイム 横浜ロフト店
- オンタイム 千葉ロフト店
- オンタイム つくばロフト店
- オンタイム 大宮ロフト店
- オンタイム 新三郷ロフト店

### 中部
- オンタイム ロフト名古屋店
- オンタイム 岐阜ロフト店
- オンタイム 福井ロフト店（2021年1月17日閉店）
- オンタイム 新潟ロフト店

### 関西
- オンタイム 梅田ロフト店
- オンタイム なんばロフト店（2021年3月31日閉店）
- オンタイム あべのロフト店
- オンタイム 千里バンパクロフト店
- オンタイム 京都ロフト店
- オンタイム 神戸ロフト店
- オンタイム 西宮ロフト店
- オンタイム 姫路ロフト店

### 中国・四国
- オンタイム 岡山ロフト店（2021年3月28日閉店）
- オンタイム 広島ロフト店

### 九州
- オンタイム 小倉ロフト店
- オンタイム 天神ロフト店
- オンタイム 鹿児島ロフト店